# Gare de Villers-Saint-Sépulcre
Pour les articles homonymes, voir gare de Villers.
La gare de Villers-Saint-Sépulcre est une gare ferroviaire française de la ligne de Creil à Beauvais, située sur le territoire de la commune de Villers-Saint-Sépulcre, dans le département de l'Oise en région Hauts-de-France.
C'est une halte ferroviaire de la Société nationale des chemins de fer français (SNCF) desservie par des trains TER Hauts-de-France.

## Situation ferroviaire
Établie à 34 m d'altitude, la gare de Villers-Saint-Sépulcre est située au point kilométrique (PK) 75,480 de la ligne de Creil à Beauvais entre les gares d'Hermes - Berthecourt et de Montreuil-sur-Thérain.

## Histoire
Avant d'être un PANG, au temps où le passage à niveau n'était pas automatisé ; la Garde-barrières Madame Juliette hawy, épouse d'Alfred hawy agent du Service Electrique de la SNCF, assurait la vente des billets à un guichet encore visible à l'extérieur de nos jours sur la façade du logement de garde-barrières.

## Service des voyageurs

### Accueil
Halte SNCF, c'est un point d'arrêt non géré (PANG) à accès libre. 

### Desserte
Villers-Saint-Sépulcre est desservie par des trains TER Hauts-de-France qui effectuent des missions entre les gares de Creil, et de Beauvais. En 2009, la fréquentation de la gare était de 46 voyageurs par jour.

### Intermodalité
Il n'y a pas de possibilité de stationnement de véhicules à proximité. La gare est desservie par les lignes 6101 et 6143 du réseau interurbain de l'Oise.